# ホレイショ・ホーンブロワー
ホレイショ・ホーンブロワー（Horatio Hornblower、1776年7月4日 - ？）は、セシル・スコット・フォレスターの海洋小説『ホーンブロワーシリーズ』の主人公で、架空のイギリス海軍軍人。後、提督、バス勲爵士、男爵。

## 概要
1937年に刊行された、シリーズ第1作『パナマの死闘』にて初登場。シリーズはフォレスターが死去する1966年まで、30年近くに渡り続いた。
シャーロック・ホームズやジェームズ・ボンドと同じく、架空の人物ではあるものの世界的な有名人であるため、同年代を描いた他の作家の小説の中に登場人物として現れることもある。また、パーキンソンの法則で知られる政治学者のシリル・ノースコート・パーキンソンは、ホーンブロワーが実在の人物だったという設定で『ホレイショ・ホーンブロワーの生涯とその時代』（The Life and Times of Horatio Hornblower）という評伝も著している（邦訳有り：現在絶版）。
ホレイショという名前は初代ネルソン子爵ホレーショ・ネルソンと同名だが作者は「ハムレット」からの連想としている。なお、第10代ダンドナルド伯爵トマス・コクランなど複数の人物がモデルとされている。

## 人物

### 性格・能力
語学（フランス語・スペイン語）・数学には抜群の才能を持つ反面、高所恐怖症・船酔い・音痴（自国の国歌がわからない）等の欠点も持ちあわせる。ホイストを愛する。元来おしゃべりな性質とのことだが、上に立つ者は無口で弱みが無く、行動が予測不可能であることが望ましいという信条から、そのような上司を演じている。

### 略歴
1776年7月4日、ケント生まれ。薬剤師（当時のイギリスでは薬剤師による診察が認められており、多くの薬剤師が医師を兼業していた）の家庭で育つ。幼くして両親と死別。イギリス東インド会社の商船乗組員を志すも断念。
1794年1月、17歳で3等級戦列艦ジャスティニアン号の士官候補生として着任。ホイストをきっかけにエドワード・ペルー提督と知己になり、アレスーザ号に転属する。同年11月、ペルー提督の副官として、インディファティガブル号に転属。1797年、捕獲したル・ルーヴ号の指揮官となるが、スペイン艦隊と遭遇し捕虜となり、2年近くをスペインで過ごすことになる。この間にスペイン語を習得した。1798年、スペインの私掠船が難破し、乗組員を救助。このことによって、釈放されポーツマスへ帰還する。
5等海尉としてレナウン号に乗艦。海尉艦長として砲艦ホットスパー号を、勅任艦長としてスループ艦アトロポス号、フリゲート艦リディア号、戦列艦サザランド号を指揮する。バルト海で戦隊司令官（Commodore）を務める。
1813年にフランス方面で再び戦隊司令官を務めて功績を挙げ、男爵（グレートブリテン貴族）に叙される。
さらに提督（西インド諸島方面艦隊司令長官職等を経験）を経て1848年に海軍元帥になった。
パーキンソンによる『伝記』では、1858年1月12日に死去したとされる。

### 人間関係
最初の妻：マリア・エレン・メイソンとの間に、長男：ホレイショと長女：マリアがいたが、二人とも天然痘により夭折している。マリアと死別した後、初代ウェリントン公爵アーサー・ウェルズリーの妹バーバラと再婚した。

## 演じた人物
1951年の映画「艦長ホレーショ」（Captain Horatio Hornblower R.N.）ではグレゴリー・ペックが、1998年～2003年の長編テレビドラマシリーズ『ホーンブロワー 海の勇者』ではヨアン・グリフィズがホーンブロワーを演じている。